# Шлеттерер, Ганс Михаэль
Ганс Михаэль Шлеттерер (нем. Hans Michael Schletterer; 29 мая 1824, Ансбах — 4 июня 1893, Аугсбург) — немецкий музыковед, дирижёр и композитор.

## Биография
Изучал композицию в Касселе у Людвига Шпора, затем учился в Лейпциге у Фердинанда Давида и Эрнста Фридриха Рихтера. С 1847 г. работал дирижёром в Цвайбрюккене, с 1854 г. музикдиректор Гейдельбергского университета. С 1858 г. жил и работал в Аугсбурге — сперва как музыкальный руководитель протестантского собора, затем как директор музыкальной школы.
Основные труды Шлеттерера связаны с новейшей историей музыки. Ему принадлежат монографии «Немецкий зингшпиль от его первых шагов до новейшего времени» (нем. Zur Geschichte der dramatischen Musik und Poesie in Deutschland. Das deutsche Singspiel von seinen ersten Anfängen bis auf die neueste Zeit; 1863), «Наглядное представление об истории церковной поэзии и духовной музыки» (нем. Uebersichtliche Darstellung der Geschichte der kirchlichen Dichtung und geistlichen Musik; 1866), «История духовной поэзии и церковного музицирования в их взаимосвязи с политическим и социальным развитием немецкого народа» (нем. Geschichte der geistlichen Dichtung und kirchlichen Tonkunst: in ihrem Zusammenhange mit der politischen und socialen Entwickelung insbesondere des deutschen Volkes; 1869), а также трёхтомные «Очерки по истории французской музыки» (нем. Studien zur Geschichte der französischen Musik; 1884—1885). Шлеттереру принадлежит также ряд хоровых и вокальных сочинений, а также выполненные в соавторстве с Йозефом Вернером аранжировки камерных сочинений Моцарта и Бетховена для альта или виолончели с фортепиано.
Почётный доктор Тюбингенского университета (1875).